# Châtelus-le-Marcheix
Châtelus-le-Marcheix település Franciaországban, Creuse megyében. Lakosainak száma 310 fő (2022. január 1.). Châtelus-le-Marcheix Arrènes, Ceyroux, Montboucher, Mourioux-Vieilleville, Saint-Goussaud, Saint-Pierre-Chérignat, Les Billanges és Saint-Dizier-Masbaraud községekkel határos.

## Népesség
A település népességének változása:
| Lakosok száma | 647  | 447  | 375  | 363  | 341  | 342  | 314  | 294  | 289  | 310  |
|               | 1968 | 1982 | 1990 | 2006 | 2013 | 2015 | 2017 | 2019 | 2020 | 2022 |